# Cucina burkinabé

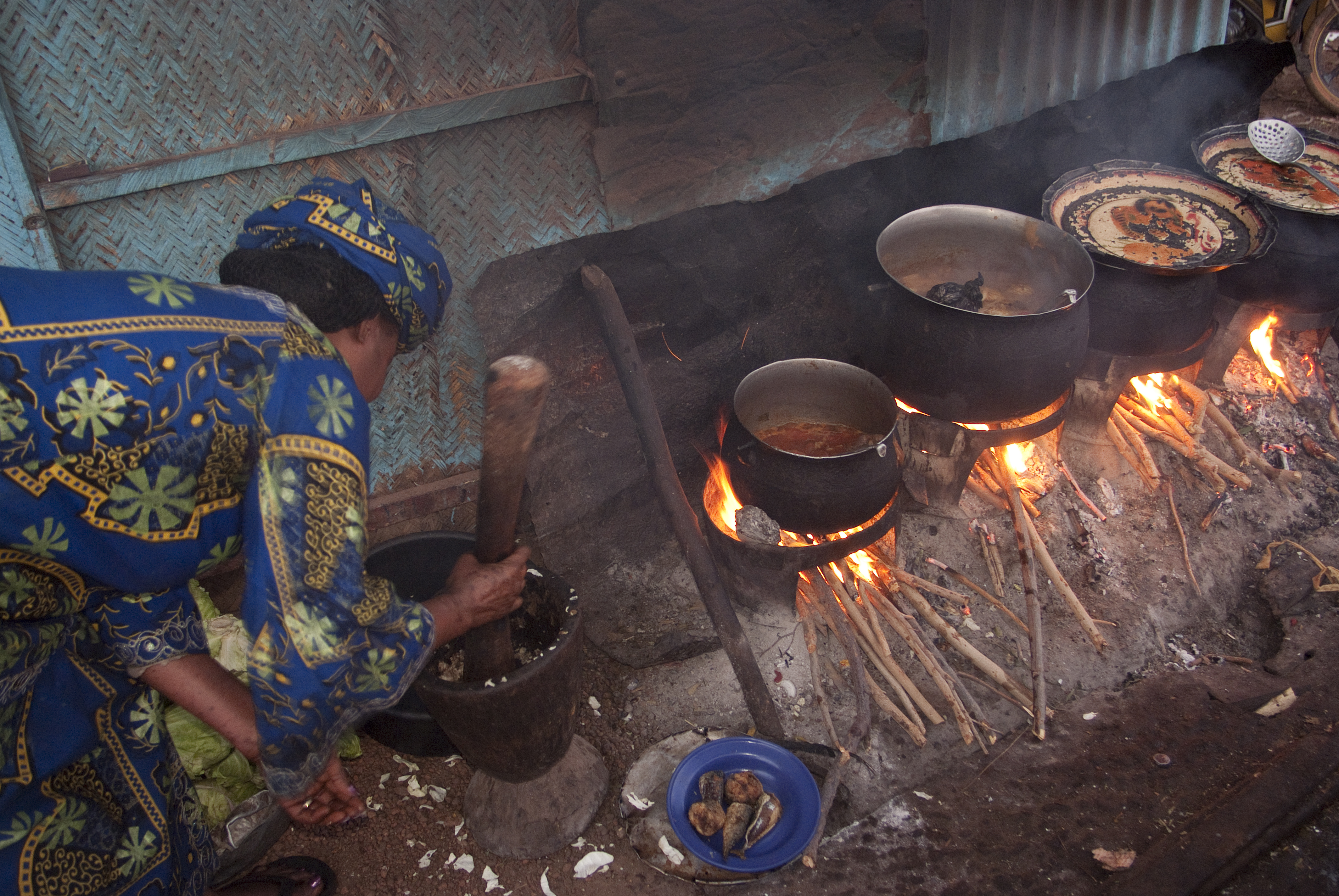
Una donna dedita alla cucina

La cucina burkinabé comprende le abitudini culinarie del Burkina Faso. Essa è essenzialmente di tipo rurale e il cibo viene prodotto localmente.

## Caratteristiche principali
La maggior parte dei piatti burkinabé è composta dai prodotti del raccolto, di conseguenza il cibo non è sottoposto a lunghi processi di lavorazione, tranne che per il concentrato di pomodoro e i dadi da cucina. Nelle regioni settentrionali del paese, dove il clima è perlopiù desertico, vi è poca varietà di cibo, a differenza della parte sud, caratterizzata da un clima subtropicale e da una buona fertilità del terreno. La stagione delle piogge porta una gran varietà di verdure e cereali, in particolare fagioli verdi, miglio, sorgo, mais, fonio e riso, quest'ultimo consumato solo nelle città in quanto ritenuto costoso.
Altri elementi stabili della dieta burkinabé sono patate, patate dolci e arachidi, questi ultimi introdotti in Africa occidentale dagli ex colonizzatori e diffusissimi tra i bissa. Il Burkina Faso dispone anche di legumi, come fagioli, ceci, lenticchie e piselli di terra, e di verdure come pomodori, zucchine, carote, porri, cipolle, bietole, gombi, zucche, cetrioli e lattughe. I prodotti vegetali sono la base per la preparazione di diverse salse che accompagnano un porridge di mais o di miglio, tranne per la lattuga che, in quanto ritenuta costosa, viene preparata solo durante le feste.
Per insaporire le salse vengono usati sale, dadi da cucina, sumbala e peperoncini, questi ultimi con moderazione. I cibi fritti e la carne possono essere accompagnati da una salsa piccante, mentre l'olio di arachidi ha sostituito il burro di karité e l'olio di palma. L'olio di girasole è invece comune tra i ceti più abbienti.

## Abitudini culinarie

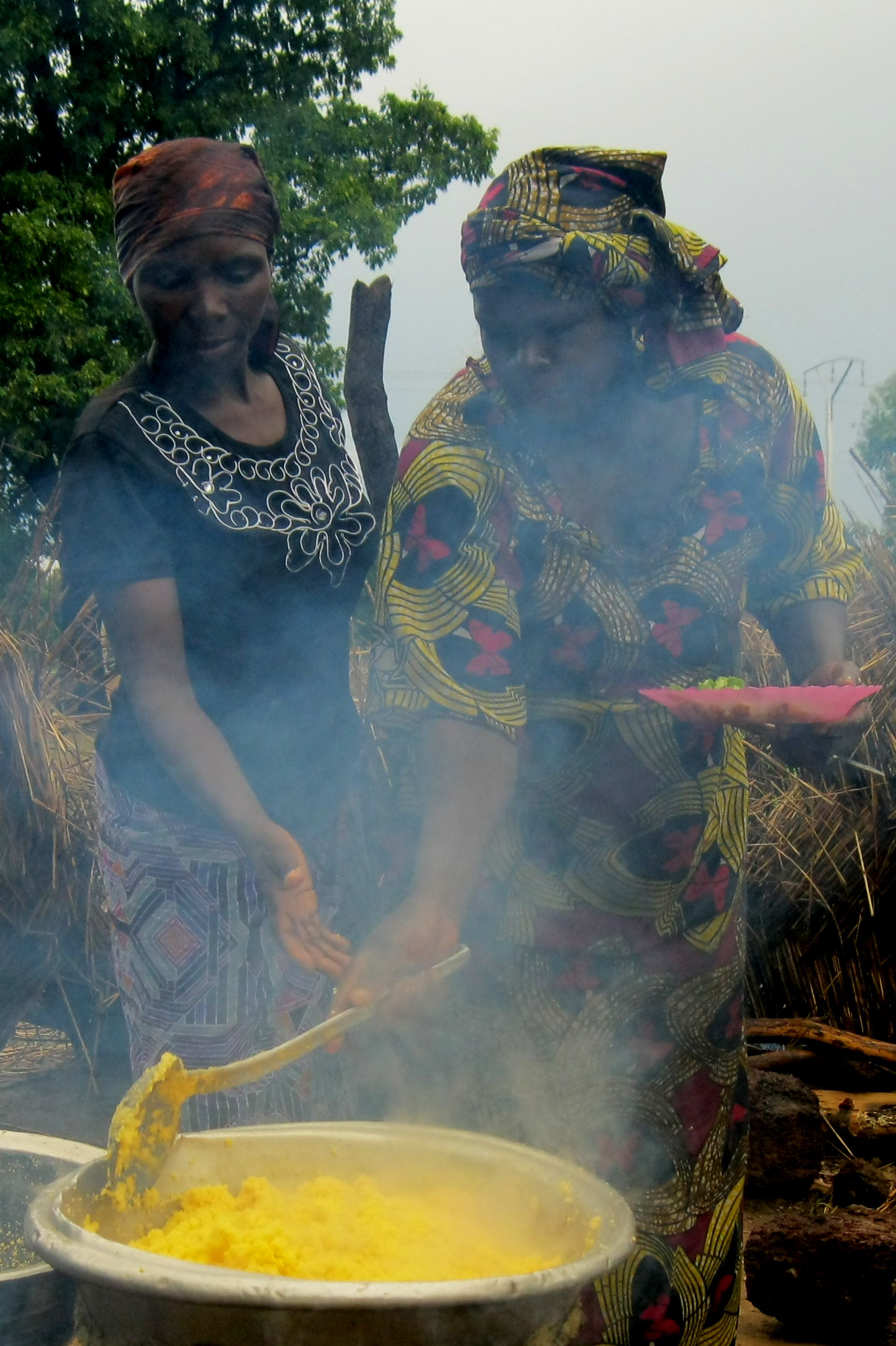
Preparazione del tô

La maggior parte dei burkinabé consuma due pasti al giorno. La colazione è diffusa solo tra i ceti più abbienti e può comprendere gli avanzi del giorno prima oppure caffè, tè, pane, porridge di miglio o uova fritte. Il pranzo, servito tra le 12:30 e l'1:30, è invece considerato il pasto più importante della giornata ed è solitamente composto da un porridge o un piatto di riso accompagnato da una salsa, sebbene le famiglie più benestanti possano permettersi occasionalmente pasta al sugo o ragù di patate dolci. Nei centri urbani il cibo viene servito in piatti individuali e le posate sono abbastanza comuni, mentre nelle aree rurali uomini e donne mangiano in due piatti separati con la mano destra, solitamente a terra. La cena, servita dalle 20 in poi, comprende sostanzialmente gli avanzi del pranzo.
Il cibo di strada è diffuso nelle aree urbane. Si può trovare cibo fritto, tè, caffè, panini, omelette e bevande. La maggior parte dei clienti è composta da soli uomini. Nelle grandi città come Ouagadougou e Bobo-Dioulasso sono presenti panetterie e pasticcerie che servono colazione, frequentate da turisti, uomini d'affari o impiegati pubblici di alto rango in missione ufficiale. Di sera sono diffusi chioschi che vendono snack fritti di vario genere, come patate dolci, patatine di platano, frittelle di banane o di fagioli, e ciambelle di grano, miglio o mais.

## Piatti principali
In Burkina Faso il processo di preparazione risulta lungo e faticoso. Se nelle città si ha solitamente accesso all'acqua potabile o a un pozzo pubblico, o si può acquistare del legname da venditori ambulanti, nelle aree rurali le donne devono camminare diverse ore nei boschi per procurarsi il necessario. I prodotti vanno reperiti giornalmente, in quanto i frigoriferi non sono diffusi nel paese.
I burkinabé non apprezzano la cottura al dente. Pasta e riso vengono quindi cotti per diverso tempo, fino a quando essi non risultino completamente teneri. Per quanto riguarda la preparazione delle salse, carne o pesce vengono soffritti con cipolla, dopodiché vengono aggiunte le altre verdure e dell'acqua. Il tutto viene bollito a fuoco lento fino alla totale cottura degli ingredienti. Sono molto popolari il ris gras e gli spaghetti gras, ovvero piatti di pasta o riso che vengono aggiunti alla salsa e cotti fino alla totale evaporazione dei succhi.
La cottura al vapore è usata soprattutto per il cuscus di fonio, per l'attiéké (cuscus di manioca originario della Costa d'Avorio) e per diversi pancake e impasti a base di cereali. L'olio usato per soffriggere la carne viene recuperato per condire le insalate.
Il piatto principale della cucina burkinabé è il tô, un porridge denso fatto con miglio pestato e acqua, sebbene in alternativa si possa usare mais o sorgo. Esso è solitamente accompagnato con una salsa a base di verdure. Tra le diverse salse troviamo la sauce oseille (salsa acetosa), la sauces feuilles de baobab (con foglie di baobab), la sauce claire (una salsa chiara a base di cipolle tritate e zucchine), la sauce arachide (a base di arachidi), e la sauce gombo a base di gombi e accompagnata con la soupe (una salsa a base di carne).
La carne viene consumata durante le occasioni speciali. Tra gli animali più comuni vi sono capra, agnello e pollo, che può essere stufato o cotto alla griglia. Un altro animale diffuso è l'agouti, un roditore tipico dell'area. I burkinabé consumano ogni parte dell'animale, inclusa la testa, gli occhi e i piedi. Nelle aree urbane è popolare durante le festività il riz gras (in dioula malo zaamen e in more moui nado), un piatto a base di riso con carne e verdure che trae le sue origini dal thieboudienne senegalese.
La frutta viene consumata come snack oppure usata per produrre dei succhi, come ad esempio ibisco, zenzero, limone e baobab. Tra le bevande più comuni a tavola si citano l'acqua, il latte (diffuso soprattutto tra i nomadi fulani) e il tè cinese, diffusissimo tra gli uomini, che viene bollito per diverse ore e servito con grandi quantità di zucchero. Durante le festività, gli animisti e i cristiani bevono anche birra, fatta di miglio e sorgo. Nelle zone sudoccidentali del paese sono diffusi anche il vino di palma e un liquore ottenuto dalla canna da zucchero.